# Une mère sans défense
Une mère sans défense (A Killer Upstairs) est un téléfilm canadien réalisé par Douglas Jackson et diffusé aux États-Unis le 16 mai 2005 sur Lifetime.

## Synopsis
Une femme mène l'enquête quand son fils adolescent est arrêté pour le meurtre de son amante mariée.

## Fiche technique
- Titre original : A Killer Upstairs
- Réalisation : Douglas Jackson
- Scénario : Ken Sanders et Christine Conradt, d'après une histoire de Ken Sanders
- Société de production : S.V. Thrilling Movies
- Pays :  Canada
- Genre : Thriller
- Durée : 92 minutes

## Distribution
- Tracy Nelson : Sandra Nowlin
- Christopher Jacot (en) : Michael Nowlin
- Bruce Boxleitner : Inspecteur Bruning
- Linden Ashby (VF : Luc Boulad) : Lyle Banner
- Barry Flatman (de) : David Jamison
- Lorraine Ansell : Inspectrice Feria
- Stefanie Buxton : Ashley Jamison
- Diane Stapley : Patricia
- Jayne Heitmeyer : Vivian Jamison
- Lynne Adams : Carla MacDonald
- Luigi Saracino : Johnny
- Janet Lane : Talia Rose
- Sally Clelford : Rita
- Caroline Redekopp : Sonia Fay
- Rick Burchill : Monsieur Taylor
- Una Kay : Edna
- Todd Duckworth : Vic
- Peter Michael Dillon : Officier Boyle
- Dean Hagopian : Quent
- Robert Reynolds : Freddy
- Matthew Stefiuk : Jordan Jensen
- Terry Green : Juge
- John Koensgen : Nick
- Rick Bramucci : Officier de police
- Anastasia Kimmett : La secrétaire
- Maddy Lewis : Réceptionniste
- Mark Saikaly : Officier de police